# الرقابة في العراق
تغيرت الرقابة في العراق كثيرا وذلك بسبب كثرة تغير الأنظمة الحاكمة، كما تغير هذا المفهوم نوعا ما بعد غزو العراق عام 2003.

## منذ عام 2003

### الرقابة في قانون العقوبات
في العراق، هناك قانون العقوبات الذي يضم بعض الأحكام التي تتناول مسألة الرقابة، ففي عام 2003 تم تعديل بعض الفقرات في قانون العقوبات العراقي وذلك من خلال العودة إلى طبعة عام 1988 مع بعض التنقيحات والتعديلات من ناحية الصياغة وذلك من قبل بول بريمر ثم تم التنقيح في وقت لاحق من قِبل الحكومة العراقية، وكانت عدة أحكام في قانون العقوبات الحالي قد تمت معالجتها خاصة القيود المفروضة على حرية الصحافة والإعلام، وهي:
الفقرة 215 – أي شخص يُنتج أو يستورد أو يُصدر أو يحصل على صورة أو مادة مكتوبة أو توقيع بقصد التجارة أو التوزيع أو العرض أو يحمل مواد والتي بطبيعتها تُهدد الأمن العام أو تُشوه سمعة البلاد يُعاقب بالسجن (حسب نوعية المواد التي يتوفر عليها) مع/أو دفع غرامة مالية لا تزيد عن 300 دينار إلا إذا كان يتصرف بحسن نية فقد يتم إعادة النظر في قضيته.
الفقرة 220 – في حالة ما تجمهر خمسة أشخاص أو أكثر في مكان عام، وحاولوا تهديد الأمن العام فإن السلطات العامة تطلب منهم التفرق؛ وفي حالة ما لم يستجيبوا فالنظام يُعاقبهم من خلال الاحتجاز لمدة لا تتجاوز السنة الواحدة مع/أو دفع غرامة مالية لا تتجاوز 100 دينار.
الفقرة 403 – أي شخص يُنتج، يستورد، ينشر، يملك، يحصل أو يترجم كتاب مطبوعا أو غيرها من المواد المكتوبة أو المرسومة أو المصورة أو الفيلمية أو الرمزية أو أي شيء آخر قد ينتهك النزاهة العامة أو يُخِلٌّ بالآداب يُعاقب عليها من خلال فترة من الاحتجاز لا تزيد عن سنتين بالإضافة إلى غرامة لا تزيد على 200 دينار أو بإحدى هاتين العقوبتين. وتُطبق نفس العقوبة على أي شخص يُعلن عن هذه المواد أو يعرضها في أماكن عامة أو يبيعها أو يستأجرها أو أو يقوم بتأجير على الرغم من أنها ليست ملك للجمهور، وإذا تم القيام بأحد هذه الأمور عن قصد فقد تزيد العقوبة عن ذلك.
الفقرة 404 – أي شخص تبث ارتكابه فواحش ومحرمات في مكان عام يُعاقب بالسجن لمدة لا تتجاوز السنة الواحدة أو دفع غرامة مالية لا تزيد على الـ 100 دينار.
الفقرة 434 – إهانة أو إسناد شيء مشين أو غير محترم أو إيذاء مشاعر شخص آخر دون سبب وجيه يُعاقب عليه بالسجن لمدة لا تتجاوز السنة الواحدة بالإضافة إلى غرامة مالية لا تتجاوز 100 دينار أو بإحدى هاتين العقوبتين. أما إذا نُشرت هذه الإهانة أو المعلومات المُسيئة والكاذبة في صحيفة أو شيء من هذا القبيل فقد تزادا العقوبة.
الفقرة 438 – هؤلاء الأشخاص يُعاقبون بالسجن لمدة لا تتجاوز السنة الواحدة مع/أو غرامة مالية لا تتجاوز الـ 100 دينار:
1. أي شخص ينشر في أي وسيلة كيف ما كانت صورا أو معلومات عن الحياة العائلية لفرد ما خاصة لو كانت هذه المعلومات غير صحيحة وتسبب المنشور للشخص المعني بالأمر بمشاكل.
2. الأشخاص الغير مذكورين في الفقرة 328 والذين مطلعا على معلومات واردة في أو محادثات هاتفية دون التأكد من صحتها ومصدرها؛ وتزداد العقوبة في حال ما سبب المعلومات المنشورة ضررا للشخص المعني بها.

### الرقابة في الدستور
في عام 2005، تم التصديق على دستور جديد من قِبل الناخب العراقي، وقد أثر الدستور المُعدل إلى حد ما على الرقابة التي كانت مفروضة في العراق، كما كفل حريات مدنية:
القسم الأول، المادة 7 - لا يجب على أي كيان أو أي تنظيم تحت أي مُسمى أن يتبنى العنصرية أو الإرهاب، داعيا الآخرين للكفر أو التطهير العرقي أو التحريض أو التمجيد أو التعزيز أو التبرير، كما لا يجب علي أي كيان أن يعبث في العراق ويعبث في رموزه، بغض النظر عن الاسم الذي يعتمد. هذا قد لا يكون جزءا من التعددية السياسية في العراق، إلا أن القانون يُنظمه.
القسم الثاني، المادة 36 - تكفل الدولة بطريقة لا تُخالف النظام العام والآداب العامة:
1. حرية التعبير من خلال جميع الوسائل.
2. حرية الصحافة والطباعة والنشر.
3. حرية التجمع والتظاهر السلمي بشكل يُنظمة القانون.

القسم الثاني، المادة 38 - حرية الاتصالات الهاتفية والبريد والبرقية والبرقية الإلكترونية وغيرها من المراسلات مكفولة ولا يجوز مراقبتها أو التنصت عليها أو الكشف عنها إلا لضرورة تتعلق بالأمن أو القضاء.
القسم الثاني، المادة 40 - لكل فرد حرية الفكر والضمير والمعتقد.

## الرقابة على الإنترنت
في نهاية عام 2013، كان 17.6% فقط من سكان العراق قادرين على الوصول إلى الإنترنت، وكان العراق قد شهد في آب/أغسطس 2009 ضغطا ورقابة كبيرة من الحكومة على مجال الإعلام والإنترنت وذلك لعدة أسباب تتداخل فيما بين حفظ السلم والأمان من خلال منع الهجمات الإرهابية والطائفية قبل حصولها، أو تلك الأهداف السياسية البحثة من خلال تصفية المُعارضين والمُنافسين للحكم في تلك الفترة.
ينص الدستور العراقي على حقوق حرية التعبير وحرية الصحافة، ومن المفروض على الحكومة احترام هذه الحقوق في الممارسة العملية، لكن طبعا لا تُوجد قيود علنية تمنع الحكومية من التجسس أو مراقبة الإنترنت وغرف الدردشة والبريد الإلكتروني وما إلى ذلك من الأمور الشخصية.
يجب على هاته الحريات ألا تُخالف النظام العام والآداب، كما يجب ألا تُعبر عن دعم حظر حزب البعث أو تدعوا إلى تغيير حدود البلاد أو التقسيم.

## الرقابة في العراق: 1979 - 2003
حكم صدام حسين العراق في هاته الفترة (1979 - 2003) من خلال حزب البعث الذي كان حزبا أساسيا في العملية السياسية في العراق، وخلال هذه الحقبة كان نقد أو معارضة الحكومة العراقية أمر غير قانوني.
يُرجح أن تكون الانتخابات التي عُقدت في فترة حُكم صدام «وهمية» خاصة وأن صدام كان المُرشح والعضو البارز الوحيد في البلاد، مما يُعطي الانتخابات نكهة اللا شرعية وافتقارها للنزاهة التي يتوجب توفرها عند أي عملية تغيير أو تعديل سياسي.
تقتصر الحكومة الوطنية العراقية (وفقا للمادة 37 من دستور عام 1990) على أعضاء مجلس قيادة الثورة. كما تتوفر _أي الحكومة_ على صلاحيات أخرى (وفقا للمادة 36) من قبيل الحق في حظر أي هيأة أو حزب أو تنظيم في حالة الشعور «بتهديد الوحدة الوطنية» أو محاولة «إثارة الشغب» أو أي شيء من هذا القبيل.

## الرقابة في العراق:1950 - 1979
مُنذ بداية 1950 وحتى أواخر 1970، قاتلت العديد من الفصائل السياسية المختلفة من أجل السيطرة على الحكومة العراقية، ففي البداية حكم العراق سلسلة من القادة العسكريين خاصة في الفترة ما بين 1958 و1968. لكن سيطرة العسكريين لم تدم طويلا خاصة بعد ظهور حزب البعث الذي استولى على السلطة بقيادة صدام حسين عام 1979. أيًّا من هذه الحكومات المختلفة كانت قد أظهرت الكثير من الدعم من أجل حرية التعبير والصحافة والحرية الشخصية وغيرها.

## الرقابة في مملكة العراق
تعهد الدستور الذي حَكم مملكة العراق (1932 - 1958) باحترام العديد من الحريات المدنية وعلى وجه التحديد:
المادة 12 - «حرية التعبير عن الرأي، حرية التجمعات السلمية، وتشكيل أو الانضمام إلى الجمعيات هي حريات مكفولة» وذلك وفقا للقوانين التي سنتها الحكومة الوطنية.
المادة 13 - «الإسلام هو الدين الرسمي للدولة، لذلك فحرية ممارسة شعائره مكفولة، كما أن حرية ممارسة شعائر باقي الديانات مكفولة أيضا؛ طالما هناك قبول من قبل الجمارك فالحق مكفول لجميع سكان البلاد بشرط أن تكون هذه العبادات لا تتعارض مع الحفاظ النظام والأخلاق العامة.»
المادة 15 - «حميع المراسلات البريدية والاتصالات الهاتفية يجب أن تكون سرية وخالية من الرقابة أو التصنت أو التجسس إلا في بعض الظروف والتي يُحددها القانون.»

## وصلات خارجية
- العراق: حكاية من الرقابة، فيلم 2007 حول مجموعة من الجنود الأمريكيين الذين يفرضون نطاق واسع من الرقابة على وسائل الإعلام المحلية في العراق